# House of Games
House of Games is een Amerikaans misdaad-mystery uit 1987. De film was het regiedebuut van regisseur-scenarioschrijver David Mamet. Voor het scenario hiervan werd hij genomineerd voor een Golden Globe. Zes andere prijzen werden House of Games daadwerkelijk toegekend, waarvan vier op het Filmfestival van Venetië (plus een nominatie voor de Gouden Leeuw).

## Verhaal
Margaret Ford is een gedreven psychologe en schrijfster van het succesboek Driven, dat gaat over haar vakgebied. Op een dag krijgt zij patiënt Billy Hahn in haar praktijk. Hij zegt gokverslaafd te zijn en te vrezen voor zijn leven omdat hij $ 25.000,- schuld heeft gemaakt die hij niet terug kan betalen. Daarom bezoekt Ford 's avonds het gokhol waar Hahns schuldeiser zich ophoudt om met hem te praten. Na wat aandringen krijgt ze daar de betreffende persoon, Mike, te spreken. Hij vertelt haar dat Hahn hem niet 25.000 maar 800 dollar schuldig is. Hij is bovendien bereid dit kwijt te schelden als Ford hem een dienst wil verlenen. Ze stemt in.
Mike zit midden in een partij poker waarin duizenden dollars over tafel gaan. Hij heeft ontdekt dat een van zijn tegenstanders een tell heeft. Wanneer die bluft, wriemelt hij namelijk aan zijn ring. Hij wil dat Ford zich voordoet als zijn vriendin en naast hem komt zitten. Wanneer hij het toilet gaat bezoeken, moet zij opletten of de man aan zijn ring draait en hem dit vertellen wanneer hij terugkomt. Vervolgens wordt hand na hand gespeeld. Wanneer de inzet tijdens een hand oploopt tot 6000,- dollar, vertrekt Mike naar het toilet. Terwijl hij weg is, draait de man aan zijn ring en Ford fluistert Mike dit bij terugkomst in. Hij kan de 6000 dollar alleen niet ter plekke ophoesten, waarop zij zich hier garant voor stelt. Hoewel de tell zou duiden op een bluf, verliest Mike de hand vervolgens met three of a kind tegen een flush. De winnaar eist directe betaling en legt als pressiemiddel een geweer op tafel. Ford begint daarop gespannen een cheque uit te schrijven. Op het laatste moment bedenkt ze zich, als ze ziet dat het geweer een waterpistool is. Daarop bekennen de betrokkenen dat ze bijna in een gevalletje oplichting was gelopen waarin zij het doelwit was. Heel de tafel bestaat uit vrienden van Mike en al het voorgaande was toneelspel.
De normaal volstrekt volgens de maatschappelijke normen levende Ford kan erom lachen en is geïntrigeerd door de bezigheden van Mike en zijn vrienden. Deze laten haar kennismaken met hun wereld van list en bedrog, waarin slimmigheidjes en vingervlugheid de sleutel zijn tot het door hen verkozen, maar risicovolle bestaan. Ford wordt verliefd op Mike en begint een romance met hem. Hij stemt erin toe dat zij vanaf dat moment bij hun verschillende oplichtingspraktijken aanwezig mag zijn om te observeren en hierover haar volgende boek te schrijven. Het wekken van vertrouwen blijkt hierin centraal te staan om mensen dingen te laten doen die volgens de wetten van de ratio onlogisch zijn. Terwijl zij getuige is van steeds grotere zwendelpartijen waarin mensen met psychologische foefjes bedrogen worden, denkt ze getuige te zijn van mooie nieuwe inzichten op haar vakgebied. Ze heeft alleen totaal niet door dat zijzelf het doelwit is van de grootste oplichtingstruc, die al begon toen 'gokverslaafde' Hahn haar praktijk binnenkwam en hij niet de enige blijkt die niet is wat hij in eerste instantie lijkt.

## Rolverdeling
| Acteur           | Personage     |
| ---------------- | ------------- |
| Lindsay Crouse   | Margaret Ford |
| Joe Mantegna     | Mike          |
| Mike Nussbaum    | Joey          |
| Lilia Skala      | Dr. Littauer  |
| J.T. Walsh       | Verkoper      |
| Steven Goldstein | Billy Hahn    |
| William H. Macy  | Sgt. Moran    |

## Trivia
- Hoofdrolspeelster Crouse was tijdens het maken van House of Games getrouwd met regisseur Mamet.
- Ricky Jay (George) is behalve acteur ook daadwerkelijk goochelaar en gespecialiseerd in vingervlugheid. Mamet regisseerde hem niet alleen in deze film, maar ook tijdens de opnames van verschillende van diens goochelshows.